# Vlag van de Britse Bovenwindse Eilanden

De laatste vlag van de Britse Bovenwindse Eilanden (1953-1960)

De vlag van de Britse Bovenwindse Eilanden diende van 1886 tot 1960 als vlag voor de kolonie, die bestond uit Grenada, Saint Lucia, de Grenadines, Saint Vincent, Barbados (tot 1885, toen het een aparte kolonie werd), Tobago (tot 1889, toen het bij Trinidad werd gevoegd) en Dominica (vanaf 1940, toen het werd afgescheiden van de Britse Benedenwindse Eilanden).
Tussen 1871 en 1956 stond de kolonie bekend als de Federal Colony of the Windward Islands en van 1956 tot 1960 als Territory of the Windward Islands.

## Ontwerp
De vlag was gebaseerd op het Britse blauwe vaandel, met het wapen van de Britse Bovenwindse Eilanden en het motto I Pede Fausto in een wit rond veld. De vlag is enkele malen aangepast.
De vlag is in gebruik geweest tot de opheffing van dit Britse overzeese gebied in 1960.

## Overzicht van vlaggen
Overzicht van de gebruikte vlaggen

? 1886-1903
? 1903-1953
? 1953-1960

Anguilla · Britse Benedenwindse Eilanden · Britse Bovenwindse Eilanden · Californië · Geconfedereerde Staten van Amerika · Los Altos · Miskitokust · Nederlandse Antillen · Republiek van de Rio Grande · Saint Christopher, Nevis en Anguilla · Sonora · Texas · Verenigde Staten van Centraal-Amerika · Vermont · Republiek West-Florida · West-Indische Federatie · Republiek Yucatán